# Jan Chlebowski (rotmistrz)
Jan Walerian Chlebowski herbu Poraj z Łukoszyna (zm. po 1669) – rotmistrz królewski za panowania króla Jana Kazimierza.

## Życiorys
Jan Walerian był dziedzicem na Chlebowie w ziemi dobrzyńskiej, Wolęcinie, Makowcu i Chodorożcu. Podpisał się – wraz z ziemią dobrzyńską – pod wyborem króla Jana Kazimierza (w 1648 roku) i Michała Korybuta Wiśniowieckiego (w roku 1669).
Był znakomitym żołnierzem. Walczył przeciw Kozakom, Tatarom i Szwedom. W 1653 roku był już jednym ze znaczniejszych rotmistrzów w obozie pod Żwańcem. W 1656 roku walczył pod wodzą wojewody kaliskiego Andrzeja Karola Grudzińskiego przeciw wojskom Jana Wrzesowicza, z którym starł się 10 września 1656 roku w krwawej bitwie pod Śremem, gdy zniszczył straże nieprzyjacielskie. Potem wraz z Andrzejem Grudzińskim i wojewodą podlaskim Janem Piotrem Opalińskim oblegał Kalisz, zajęty przez Szwedów.
Był rotmistrzem królewskim co najmniej do śmierci króla Jana Kazimierza, późniejsze jego losy nie są znane, zmarł prawdopodobnie za czasów panowania króla Michała Wiśniowieckiego.
Ożenił się z Marianną z Piaseczyńskich, siostrą Jan Piaseczyńskiego, kasztelana chełmskiego. Miał z nią syna Łukasza.